# Gerhart B. Ladner
Gerhart B. Ladner (* 3. Dezember 1905 in Wien, Österreich-Ungarn; † 21. September 1993 in Los Angeles) war ein österreichisch-kanadischer Mediävist und Kunsthistoriker.

## Leben und Werk
Gerhart Ladner war ein Sohn des Fabrikanten Oscar Leopold Ladner und der Alice Burian. Nach dem Besuch des Bundesgymnasiums in Döbling studierte er von 1924 bis 1930 an der Universität Wien Mittelalterliche Geschichte, Kunstgeschichte und Archäologie. Von 1927 bis 1929 nahm er am 36. Ausbildungskurs des Instituts für Österreichische Geschichtsforschung (IÖG) teil. Danach ging er als Assistent der Monumenta Germaniae Historica bis 1931 zu Paul Fridolin Kehr nach Berlin. An seiner Promotion über Die italienische Malerei im 11. Jahrhundert waren 1930 der Kunsthistoriker Julius von Schlosser – Ladners Doktorvater – und der Archäologe Emil Reisch beteiligt, weitere Lehrer Ladners waren Karl Maria Swoboda, Josef Strzygowski, von Baldass, Hans Hirsch, Oswald Redlich, Alfons Dopsch, Bauer, Karl Bühler, Heinrich Gomperz, Moritz Schlick und Robert Reininger. Anschließend befasste er sich vor allem mit Ikonographie: Besonderes Augenmerk legte er auf Papstbildnisse, denen sein erstes Hauptwerk gewidmet war. Dabei spürte er sowohl den in den Bildnissen dargestellten Ideen, als auch der zugrundeliegenden Porträtkunst nach.
Nach “Hitler had seized power in Germany and parliamentary democracy had been destroyed in Austria” (Ladner, deutsch: „Hitlers Machtergreifung und der Zerstörung der parlamentarischen Demokratie in Österreich“) konvertierte Ladner noch 1933 zum Katholizismus; ein Schritt, den er später so begründete: “I could already foresee the triumph of Nazism and the loss of my home country. I then strongly felt the desire for another kind of belongingness and community, not political, but religious.” (Ladner, deutsch: „Ich konnte bereits den Triumph des Nationalsozialismus und den Verlust meines Heimatlandes vorhersehen. Damals fühlte ich ein starkes Verlangen nach einer anderen Art von Zugehörigkeit und Gemeinschaft, einer religiösen statt politischen.“) Anfang 1934 ging Ladner an das Österreichische Historische Institut in Rom, wo er bis 1938 blieb. Er wurde an der Universität Wien noch im Januar 1938 unter Leitung von Hans Hirsch habilitiert. Das erleichterte es ihm, als er sich rasch nach dem Anschluss Österreichs und dem damit einhergehenden Entzug der Lehrerlaubnis als „Nichtarier“ nach London zur Stellensuche begab, noch 1938 eine Anstellung am Pontifical Institute of Mediaeval Studies in Toronto als Assistenzprofessor zu finden und im Oktober des Jahres dorthin zu emigrieren.
Seit 1940 kanadischer Staatsbürger, heiratete Ladner 1942 die Kanadierin Jocelyn Mary Plummer, mit der er drei Kinder hatte. Von 1943 bis 1945 diente er in der kanadischen Luftwaffe. In der Nachkriegszeit lehnte er ein Remigrationsangebot aus Münster ab und siedelte stattdessen 1946 in die USA über, wo er bis 1951 an der University of Notre Dame zum außerordentlichen Professor aufstieg. Nach mehreren Professuren an amerikanischen Universitäten und Forschungsstipendien (darunter zweimalige Mitgliedschaft am Institute for Advanced Studies in Princeton, wo er mit Ernst Kantorowicz und Erwin Panofsky zusammenarbeitete) wurde er 1963 zum Professor für Geschichte an die University of California nach Los Angeles berufen.

“Earlier he had shared in the intellectual life of the émigré generation […]. Now he entered fully into the mainstream of American scholarship.”

„Zuvor hatte er Anteil am geistigen Leben der Emigrantengeneration. Nun etablierte er sich völlig unter den amerikanischen Gelehrten.“

Ladner war unter anderem seit 1962 Fellow der Medieval Academy of America, von der er 1961 für sein zweites Hauptwerk über die Idea of Reform mit der Haskins Medal ausgezeichnet wurde. Zudem war er Mitglied der Catholic Historical Association, als deren Präsident er 1964 fungierte, der American Philosophical Society (seit 1972) und der American Academy of Arts and Sciences (seit 1976). 1990 erhielt er das Österreichische Ehrenzeichen für Wissenschaft und Kunst. 1991 wurde er mit dem Award for Scholarly Distinction der American Historical Association geehrt.